# 東朋宏
東 朋宏（あずま ともひろ、本名・飛田 朋宏（ひだ ともひろ）、1976年（昭和51年）2月2日 - ）は、日本のお笑い芸人、役者、ダンサー、モデル。血液型はA型。太田プロダクション所属。

## 来歴・人物
- 父は東八郎。5人きょうだいの末っ子（兄2人、姉2人）で、Take2の東貴博は次兄。安めぐみは義姉（兄・貴博の妻）。
- 15年間交際していた一般人の女性（高校時代の同級生）と2009年（平成21年）に結婚した。2011年（平成23年）1月27日に長男が誕生、この男児が飛田家（東八郎）にとっては初孫。
- 芸能界屈指の器用さを持つ、和製サミー・デイヴィスJr.。
- 高校時代から演劇に携わり、高校卒業後の1994年（平成6年）からニューヨークへ留学。
- リーストラスバーグにて演技を学び、タップダンサーとしてグレゴリーハインズ、ジミースライド、セヴィアングローバー等とセッションを経験。
- また、TAP DOGSインターナショナルツアーオーディションにて、アジア人として唯一最終選考まで残る。
- 1998年（平成10年）に帰国し、帰国後は俳優、ダンサー、コレオグラファーとして活動、数々の舞台やCM、PVなどに出演する。
- 2003年（平成15年） ASIAN KUNG-FU GENERATION「未来の欠片」のミュージックビデオにダンサーとして参加したが、出演を全てカットされたことが映像作品集 1巻のオーディオコメンタリーでメンバーにより語られている。
- 2003年（平成15年）にお笑い芸人に転身。宮内望（現・ノゾムFIVE）を相方に、お笑いコンビ「ジャック&イレブン」を結成。結成数ヶ月にして、フリー芸人の大会「キングオブフリー」で優勝という快挙を遂げる。
- 同コンビ解散後は、IT芸人としてアズマテレビ（バラエティ番組を配信するインターネットテレビのサイト）を開設。
- 2010年（平成22年）6月からは、お笑いトリオ「トリオTHEトリオ（トリオザトリオ、TTT）」として太田プロダクションと所属契約し、活動。
- 同年6月20日、浅草にもんじゃ焼き店・浅草MJ を兄・貴博らとオープン。
- 2011年（平成23年）10月30日　トリオTHEトリオ、太田プロJrライブをもって解散。以後はピン芸人へと転向するが、その後江口卓也とのコンビ「タノシーゼ!」を結成し、現在に至る。

## 出演

### テレビ
- ウンナンさん（2004年1月3日、TBS）
- キズナ食堂（2009年6月13日、TBS）
- ひるおび!（2009年7月8日、TBS）
- DON!（2010年7月30日・9月20日・2011年2月4日、日本テレビ）
- メレンゲの気持ち（2010年9月25日、日本テレビ）
- 雑学王（2010年12月6日、テレビ朝日）
- なるほどプレゼンター!花咲かタイムズ（2010年12月25日・2011年7月16日、CBCテレビ）
- 欽ちゃん&香取慎吾の第85回全日本仮装大賞!（2011年1月9日、日本テレビ）
- 誰だって波瀾爆笑（2011年1月30日、日本テレビ）
- さんまのSUPERからくりTV（2011年5月8日、TBS）
- 所さんの学校では教えてくれないそこんトコロ!（2011年7月15日、テレビ東京）
- news every.（2011年9月20日、日本テレビ）
- 徹子の部屋（2011年11月18日、テレビ朝日）
- ブラマヨとゆかいな仲間たち アツアツっ!（2011年12月3日、テレビ朝日）
- 爆報! THE フライデー（2011年12月9日・2013年5月17日、TBS）
- ウチくる!?（2012年1月8日、フジテレビ）
- 芸能★BANG!（2012年1月16日、日本テレビ）
- 痛快!明石家電視台（2012年4月30日、毎日放送）
- まさかのホントバラエティー イカさま☆タコさま（2012年5月30日、TBS）
- 森田一義アワー 笑っていいとも!（2012年6月21日・2013年3月20日、フジテレビ）
- プレミアムドラマ「欽ちゃんの初恋」（2012年8月19日、NHK BSプレミアム）
- 復活!100万円クイズハンター2012（2012年9月22日、テレビ朝日）
- モモコのOH!ソレ!み〜よ!（2012年10月6日、関西テレビ）
- ぐるぐるナインティナイン（2012年12月20日、日本テレビ）
- 初めて○○やってみた（2014年5月24日、テレビ朝日）
- 徹子の部屋（2014年12月8日、テレビ朝日）

### ラジオ
- 高田文夫のラジオビバリー昼ズ（2010年7月27日・2014年1月28日[1]、ニッポン放送）
- 劇団サンバカーニバル（2011年6月4日、FM-FUJI）
- オールナイトニッポンR（2011年7月10日、ニッポン放送）
- オールナイトニッポンGOLD（2013年6月28日、ニッポン放送）